# Александрійська школа
Александрі́йська шко́ла — одна із шкіл еллінського мистецтва. Існувала в Стародавньому Єгипті за правління династії Птолемеїв (305—30 до н. е.).
Школа названа за головним художнім центром еллінського Єгипту — Александрії. На ранньому етапі (кінець IV — середина III до н. е.) переважали риси грецької культури: будівництво Александрії за регулярної, так званої гіподамової системи, з прямокутною сіткою вулиць, схожою на шахову дошку, з головними магістралями, забудованими колонадами по всій довжині, з величними ансамблями. Проходив розвиток і садово-паркової архітектури та скульптури, елінської пластики та живопису (фрески та мозаїки художників Антифіла, Еванта, Галатона).
Грандіозне втілення архітектурного та інженерного мистецтва Александрійської школи — маяк на острові Форос, який не зберігся до наших днів (III століття до н. е.), архітектором якого виступив Сострат з Кніда. Це 3-ярусна вежа висотою 120 м. В середині III — середині II до н. е. почали переважати місцеві елементи. В середині II — I столітті до н. е. школа поступово переходить в стан застою.
Для більшості пам'ятників характерне поєднання форм грецького та єгипетського мистецтва. Катакомби Ком-еш-Шукафа в Александрії — приклад дивного сплаву місцевих та принесених елементів: планування в традиціях стародавньоєгипетських гробниць, використання грецьких та єгипетських колон і капителіїв, використання греко-елінських принципів скульптурної та живописної прикраси інтер'єрів. Скульптурний портрет Александрійської школи відрізняється використанням традицій стародавньоєгипетської портретної пластики, використанням кольорового каміння, монументальних образів. Характерні гротескні теракотові і бронзові статуетки, керамічні вази групи Гадра (слугували для зберігання попілу в некрополях), виготовлені на експорт розписані вази, вироби з кольорового скла з яскраво орнаментальним емалевим розписом в сміливих яскравих поєднань.
Александрійська школа була також відома й групою поетів та вчених, що зробили місто головним культурним центром античного світу в період з 331 до н. е. до 642 н. е. До неї відносяться поети Каллімах, Аполлоній Родоський, Теокріт; математики, основоположник геометрії Евклід та Гіппарх, який розробив тригонометричну систему; географ Ератосфен; астроном Птолемей (астрономічна система Птолемея проіснувала понад тисячу років); філософ Філон, граматик Аполлоній Діскол.